# لوتس فونديشنز
لوتس فونديشنز (بالإنجليزية: Lotus Foundations)‏ عبارة عن حُزَم إدارة أعمال مُقدَّمٌ للشركات طوَّرته شركة آي بي إم. يتضمن حُزم من خدمات الدليل وإدارة الملفات وجدار الحماية والنسخ الاحتياطي واستضافة الويب والعديد من أدوات الإنتاجيَّة الأخرى، يعمل البرنامج على نواة لينكس ويتطَّلب سعة 100 ميغابايت من القرص الصلب. هذا يعني أنه يمكن أن يتم تشغيله بطريقة طبيعية حتى لو فشلت جميع مُحرِّكات لأقراص الصلبة (حسب تصريح الشركة). تتم تحديثات نظام التشغيل والتنزيلات الأخرى عبر الإنترنت. يحتوي الجهاز، الذي يُمكن أن يستوعب ما يصل إلى 500 مستخدم، على زر «استعادة النظام» الذي يستعيد النظام في حالة حدوث عطل.

## إنهاء الدعم
في فبراير 2013 أُعلن عن إيقاف عِدة إصدارات مِن البرنامج، لا سيما الإصدار الأخير وسحبهِ مِن السوُق بعد فترة مع الإعلان عن رقم النسخة واسمها.